# 哥德語
哥德語是一種由哥德人所使用的，已滅亡的日耳曼語族語言。它的內容主要是從一個4世紀聖經翻譯版本的6世紀抄本，也就是所謂的「銀色聖經抄本」（Codex Argenteus）裡頭得知的，哥德語也是唯一擁有相當數量語料的東日耳曼語言。其他的語言，包括勃艮地語和汪達爾語等，僅能從歷史紀錄裡所遺留的姓名來得知其內容。
作為日耳曼語言，哥德語當然也是印歐語系的語言之一。它是有著存在證據的日耳曼語言當中最早的一種，但哥德語沒有現代的後裔存活下來。最早的哥德語文獻可追溯到四世紀的時候。在六世紀中期時，這個語言處於逐漸衰微的狀態，在某些程度上，造成此現象的原因是哥德人在軍事上敗於法蘭克人的手中、哥德人在義大利半島的被消滅、大規模地對主要使用拉丁語的天主教教會的皈依，以及地理上的孤立等。這個語言在伊比利亞半島上最晚一直存活到八世紀左右，而法蘭克人作家瓦拉福里德‧史特拉伯（Walafrid Strabo）寫到說哥德語在九世紀早期時，在下多瑙河地區和克里米亚的孤立山區依舊被使用著（另見克里米亚哥特语）。另外，在九世紀後出現於一些手稿裡的一些近似哥德語詞彙的用詞可能不是同一個語言的。
早期的語料證據的存在，使得它成為比較語言學裡的一個重要的研究對象。
注：在本篇文章裡所提到的哥德語單字，都會用羅馬字母轉寫來表示。

## 歷史與證據

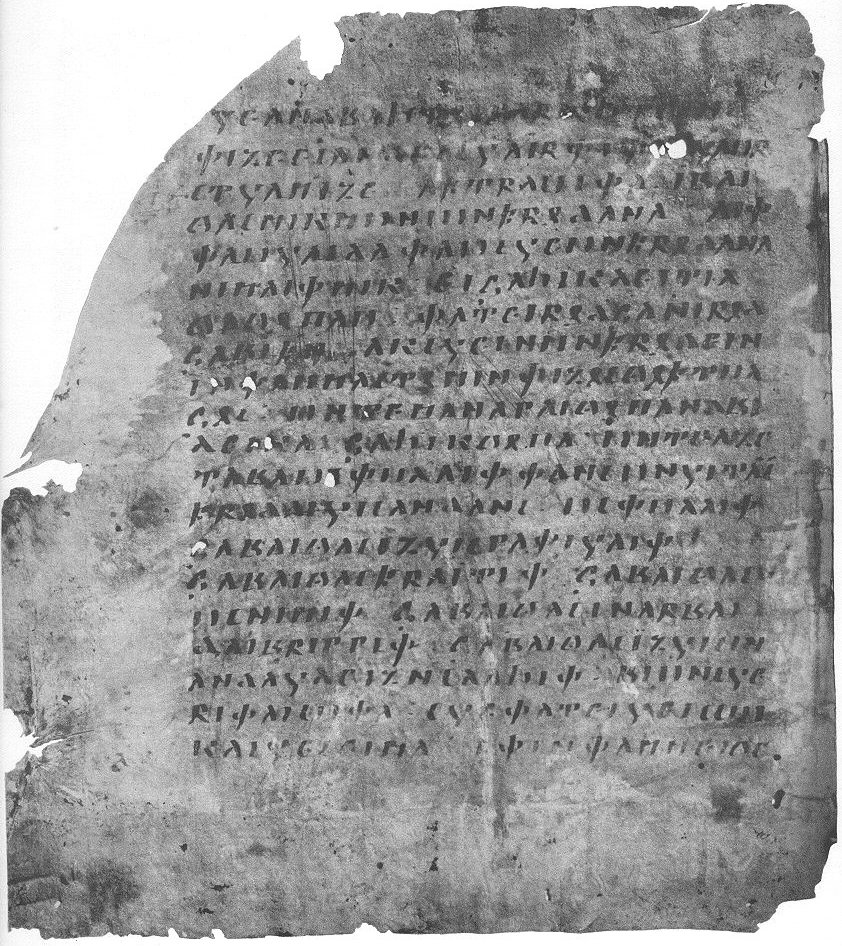
安布羅西亞抄本B的頁面

目前只有找到少數留存下來的哥德語文件，這些資料不足以完全重見哥德語。
- 最大的留存下來的文件是由阿里烏教派主教烏爾菲拉（311年－382年）所寫的抄本所構成，烏爾菲拉是羅馬帝國的默西亞省（現今保加利亞與羅馬尼亞之間）的西哥特人基督徒的領袖。他將希臘語聖經翻譯成哥德語，而這部聖經新約的四分之三與舊約的部份片段留存了下來。

- 銀色聖經抄本（與斯貝爾片斷(Speyer fragments)）：188張。

作為保存最完好的哥德語稿件，「銀色聖經抄本」可追溯自第六世紀，並且被住在今日義大利的北部東哥德人所保存和傳播。它包括了很大一部份的四福音書。由於是從希臘語翻譯過來的，「銀色聖經抄本」裡所用的哥德語因此充斥著希臘語的借詞與希臘語的用法。特別地它的句子排列經常是直接由希臘語複製過來的。
- 安布羅西亞抄本（Codex Ambrosianus，米蘭）（與Codex Taurinensis）：五個部份，共193張。

安布羅西亞抄本包含一些來自新約聖經（包括福音書和書信篇的部份）以及舊約聖經（尼希米記）的散落的片斷，及一些被稱為Skeireins的評論。因此它有可能已有些被抄寫者所更動。
- 來自Uppsala universitetsbibliotek的瑞迪格利亞抄本（Codex Rehdigerianus）
- 吉森西斯抄本（Codex Gissensis，吉森（Gießen）)：一張，路加福音第23-24章的片段。它在1907年在埃及被找到，但在1945年毀於水的破壞。
- 卡羅琳抄本：(Codex Carolinus，沃芬布德爾（Wolfenbüttel）)：4張，羅馬書第11-15章的片段。
- Codex Vaticanus Latinus 5750:  3張，斯克林的第57/58頁、59/60頁與61/62頁的部份。

- 一些古老文件的散落：在大量稿件中找到的字母、日曆、注釋等，以及少數已知或被認為是哥德語的如尼文字碑銘（共3到13件），一些學者相信這些碑銘不全是哥德語寫成的（見Braune與Ebbinghaus的書"Gotische Grammatik"，1981年，蒂宾根）。
- 由奥斯曼帝国哈布斯堡王朝於1555年到1562年派駐伊斯坦布尔大使，法蘭德斯人歐吉爾‧格瑟林‧德‧布斯別克（Ogier Ghiselin de Busbecq）所編纂的一本有八十多個字的小字典，以及一首沒有翻譯的歌曲，他對於找到這個語言感到好奇，並且藉由安排而和兩位克里米亞哥德語的使用者的會面，還列出了一張以他編纂的「土耳其字母」列出。這些用語是來自近一千年以後，也因此不能做為烏爾菲拉使用的語言的代表。見克里米亚哥特语。

有些烏爾菲拉主教的聖經的其他部份的發現尚未被證實，海因萊希‧梅依（Heinrich May）在1968年宣稱他在英格蘭找到了十二頁的（重複書寫的）羊皮紙，其中包括了馬太福音的一部份。但這個宣稱從未被證實。
哥德語版本的聖經只有片段留存下來。這個聖經的翻譯似乎是由巴爾幹地區、與希臘基督教文化有密切接觸的人所完成。在伊比利半島的西哥德人社群，哥德語聖經似乎直到西元700年左右都還有在使用。且此聖經亦可能一度使用於義大利、巴爾幹和現今的烏克蘭等地。在消滅阿里乌斯教派的活動下，許多哥德語的文件，其上的字可能被清除，紙張並用作重複書寫的紙、或者被收藏起來、或被焚燬了。在聖經文獻以外，唯一已知存留下來、且是唯一原文就以哥德語寫的長篇哥德語文件，是所謂的斯克林（Skeireins），這書是約翰福音的幾頁註解。
在大約西元800年後，就只有很少的關於哥德語的參考資料存在，因此它很可能在那時候已經很少用了。
應當要注意到的是，在被估計是中古世紀寫成，並且提到哥德人這個詞的文件裡，哥德這個詞可指任何住在東歐的日耳曼人，他們當中有許多人當然不會使用已知在哥德語聖經裡所使用的語言。有些作家甚至於會將使用斯拉夫語言的民族給叫作哥德人。
克里米亞哥德語和烏爾菲拉主教所使用的哥德語之間的關係甚至於是更為不明朗的，雖然一些字，如ada（意即「蛋」），暗示著兩個語言有著共同的祖先，而對哥德單字語mena（意即「月」），和克里米亞哥德語單字mine等的比較，則清楚地表明了克里米亞哥德語是東日耳曼語言之一，但十六世紀所留下的少數片段卻表明了其與哥德語聖經裡的語言之間有著重大的差異。
一般而言，哥德語意指烏爾菲拉主教所用的語言，但有很多證據卻來自六世紀，也就是烏爾菲拉主教死後的一段時間。上面哥德語文獻的列表並不是完整的，更廣泛的列表可在Wulfila計劃（页面存档备份，存于）的頁面當中見到。

## 字母
烏爾菲拉的哥德語，包括所謂的「斯克林」和其他不同的手稿皆以看起來像是烏爾菲拉自己發明以用來進行翻譯的文字所寫成。一些學者（像布勞恩（Braune））認為，哥德文字只有希臘字母這個單一的來源，但其他學者認為一些哥德文字字母來自於盧恩字母或拉丁字母。
哥德文字和黑體字（又名哥德體）沒有什麼關聯，黑體字從十二世紀到十四世紀被作為書寫羅馬字母的字體之一，並且在之後演變成用以書寫德語的尖角體活字。

## 發音
烏爾菲拉主教的哥德語的發音或多或少是可以確定出來的，主要藉由比較發音重建法來進行構擬，因為烏爾菲拉主教嘗試儘可能地在其翻譯上遵循著希臘語原文的內容。我們已知烏爾菲拉使用著和現在希臘語相同的書寫習慣，由於那個時代的希臘語有著大量的文獻，因此從這些翻譯文獻中我們可以重構出大量哥德語的發音。另外，非希臘語的名字在烏爾菲拉翻譯的聖經與在希臘語聖經的轉寫法也可提供非常多的資訊。

### 母音
| 單元音 | 雙元音 |

- /a/、/i/和/u/這三個母音可同時是長母音和短母音。哥德語的書寫系統只分辨/i/的長音和短音，其中i單獨一個字母是短音，而ei則是長音（一個二合字母或「假的雙母音」），此長音是仿傚希臘語的書寫方法的（ει = /iː/）。單母音在一個位於/h/前的鼻音的消失的地方的前面，有時會拉長（補償長音之一例）。因此動詞briggan的過去式（[briŋgan]，「攜帶」之意，對應於英語的bring、荷蘭語的brengen，和德語的bringen）變成了brahta([braːxta]，對應於英語的brought、荷蘭語的bracht，和德語的brachte)，此字來自原始日耳曼語的*braŋk-dē。在較為注重細節的轉寫裡， 由於較為注重標音，長度會以長音符號（若不能，則經常改用折音符）標明，如brāhta、brâhta。在其他的內文裡，/uː/的標音經常被認為是足夠的，如brūks（意為「有用的」，對應於荷蘭語的gebruik、德語的Gebrauch和瑞典語意為「使用、用法」的bruk等）。
- /eː/與/oː/都是長的半閉母音，它們被分別寫作e和o，如neƕ（[neːʍ]，意為「近的」，對應於英語的nigh、荷蘭語的nader和德語的nah）、fodjan（[foːdjan]，意為「餵食」）等。
- /ɛ/與/ɔ/是短的半開元音。它們被分別以二合字母ai和au標明，如taihun（[tɛhun]，意即「十」，相對於荷蘭語的tien、德語的zehn與瑞典語的tio）、dauhtar（[dɔxtar]，意即「女兒」，對應於荷蘭語的dochter、德語的Tochter）。在字譯的哥德語，重音符號被置於這兩個二合字的第二個字上，也就是寫作aí與aú，以分別原有的雙母音ái與áu，如taíhun和daúhtar。在許多狀況之下，短的[ɛ]與[ɔ]是/i, u/在/r, h, ʍ/前的同位異音。另外，重疊過去式中重疊的音節也有著ai，在此它可能讀作一個短的[ɛ]。最後，短的[ɛ]與[ɔ]亦出現在希臘語和拉丁語的借詞中，如aípiskaúpus([ɛpiskɔpus]，來自希臘語ἐπίσκοπος，意即「主教」、laíktjo([lɛktjoː]，來自拉丁語的lectio，意即「經文」、Paúntius（[pɔntius]，來自於拉丁語的Pontius）等。
- 日耳曼語言的ai和au這兩個雙母音，在哥德語中以ai和au表示（一般在書寫時，將重音符號加在第一個母音上方，以將之與從日耳曼語言的i/e和u分別變來的ai, au做區別）。一些研究者認為它們倆在哥德語裡依舊是雙母音，也就是發/ai/和/au/的音，而其他的研究者則認為這兩個音已經變成了半開元音了，也就是說，它們各別發/ɛː/和/ɔː/的音，如ains（[ains] / [ɛːns]，意即「一」，對應於德語的eins）、augo（[auɣoː] / [ɔːɣoː]，意即「目」，對應於德語的Auge）等。在拉丁語的資料，直到四世紀為止，有著日耳曼語的au的哥德語名字的au，以au來表示，之後則改用o（如Austrogoti變為Ostrogoti）。長的[ɛː]和[ɔː]在一個母音前面時，分別為/eː/和/uː, oː/的同位異音，如waian（[wɛːan]，意即「吹氣，對應到荷蘭語的waaien和德語的wehen）、bauan（[bɔːan]，意即「建造」，對應到荷蘭語的bouwen、德語的bauen和瑞典語轉意為「生活」的字bo）等，在希臘語借詞中亦是如此，如Trauada（意即「特羅得（Troad）」，希臘語作Τρῳάς）。
- /y/（發音近似於德語的ü和法語的u），是個只用於借詞的、來自於希臘語的音，在母音的位置它被轉寫為w，如azwmus([azymus]，意即「沒放酵粉的麵包」，來自希臘語的ἄζυμος)）。它表示著當時希臘語當中兩個發[y]音的字υ (y)或οι (oi)這個二合字。由於這個音對哥德人而言是非母語音，因此它可能發作[i]。
- /iu/是個降雙元音，也就是說它的發音是[iu̯]，而不是[i̯u]，如diups（[diu̯ps]，意即「深的」，對應於荷蘭語的diep、德語的tief和瑞典語的djup）。
- 希臘語的雙元音：在烏爾菲拉的時代，除了αυ (au)和ευ (eu)這兩個可能還是讀作[aβ]和[ɛβ]的音（這兩個音各別變成了現代希臘語的[av/af]和[ev/ef]）外，所有希臘語的雙元音都變成了單元音（單元音化）。烏爾菲拉把它們記了下來，因此在希臘語的借詞中的aw和aiw可能分別讀作[au]和[ɛu]，如Pawlus（[paulus]，意繼「保羅」，來自希臘語的Παῦλος）、aíwaggelista（[ɛwaŋgeːlista]，意即「福音佈道者」，源自希臘語的εὐαγγελιστής，但經由拉丁語的evangelista輸入）。
- [w]可以接在單一的母音和雙母音（不管是真正的或者是書寫上的）之後，它就像是一個第二元素大略上發[u]的音的雙母音。比起雙母音，它似乎有著更可作為語音合併的例子（例如在法語paille（意即「麥桿」）這個字裡的音/aj/ ，它不是個雙母音/ai/，而是個接著通音的母音），像例如alew（[aleːw]，意即「橄欖油」，來自拉丁語oleum）、snáiws（[snɛːws]，意即「雪」）、lasiws（[lasiws]，意即「疲勞的」，相對於英語的lazy）等。

### 子音
|      | 唇音     | 唇音  | 齒音  | 齒音  | 齦音  | 齦音  | 硬顎音 | 硬顎音    | 軟顎音   | 軟顎音   | 圓唇化軟顎音 | 圓唇化軟顎音 | 喉音  |
| ---- | -------- | ----- | ----- | ----- | ----- | ----- | ------ | --------- | -------- | -------- | ------------ | ------------ | ----- |
| 塞音 | p /p/    | b /b/ |       |       | t /t/ | d /d/ |        | ?ddj /ɟː/ | k /k/    | g /g/    | q /kʷ/       | gw /gʷ/      |       |
| 擦音 | f /ɸ, f/ | b [β] | þ /θ/ | d [ð] | s /s/ | z /z/ |        |           | g, h [x] | g [ɣ]    | ƕ /ʍ/        |              | h /h/ |
| 近音 |          |       |       |       |       |       |        | j /j/     |          |          |              | w /w/        |       |
| 鼻音 |          | m /m/ |       |       |       | n /n/ |        |           |          | g, n /ŋ/ |              |              |       |
| 邊音 |          |       |       |       |       | l /l/ |        |           |          |          |              |              |       |
| 顫音 |          |       |       |       |       | r /r/ |        |           |          |          |              |              |       |

一般而言，哥德語的子音都是尾輔音清音化的。哥德語有著大量由格里姆定律和韋爾納定律（Verner's law）演化而來的擦音（雖然這些擦音當中有很多可能本來是通音，但要分辨兩者是困難的）以及大量日耳曼語言的特徵。哥德語有著還沒變成/r/，但已R化的/z/，這在日耳曼語言當中是不尋常的。另外，在母音間哥德語經常將兩個子音給重複寫的這表明了哥德語的子音可能有長短之分或重複，像atta（[atːa]，意指「父親」）、kunnan([kunːan]，意指「知道」，對應於荷蘭語kennen、德語kennen（知道）和瑞典語的kunna）等字一般。

#### 塞音
- 無聲塞音/p/、/t/與/k/一般分別以p、t和k 標明，如paska（[paska]，意指「Easter」，來自希臘語πάσχα）、tuggo（[tuŋgoː]，意指「舌頭」）、kalbo（[kalboː]，意指「小牛」）等。而這些塞音可能就如同許多現代日耳曼語言一樣，可能是送氣的（但送氣與非送氣不做音位上的區分），因此它們可能在事實上讀作[pʰ, tʰ, kʰ]。因此高地德語子音推移以塞音送氣做為預先假定的條件了。
- The letter q這個字母可能表示一個圓唇化軟顎塞音/kʷ/（或[kʷʰ]），如拉丁語的qu一般，如qiman（[kʷiman]，意表「來」）這個字即為一例。在較後期的日耳曼語言當中這個音已經變成了一個軟顎清塞音加一個圓唇化軟顎通音（如英語qu的發音），或一個單純的軟顎塞音（如英語c和k表達的發音）
- 有聲塞音/b/、/d/和/g/以字母b、d和g標明。或許和其他日耳曼語有分別的是，這幾個音可能和僅存於字首以及鼻音後方；在其他的為置它們有塞擦音的同位異音。在單字結尾或在無聲音的前方，它們似乎似無聲化的，如blinds（[blints]，意即「瞎的」）與lamb（[lamp]，意即「小羊」）等字可能即其例。
- 圓唇化軟顎塞音/gʷ/可能存在著，這個音以兩個字母gw標明。它出現在鼻音的後方，如saggws（[saŋgʷs]，意即「歌曲」）這個字；或者是經由日耳曼語言*ww的規則演變結果而來，如triggws [trigʷːs]，意即「信實的」，對應於英語的true、德語的treu和瑞典語的trygg）這個字。
- 由日耳曼語言*jj規則演變而來的ddj，可能表示著濁硬顎塞音/ɟː/，如waddjus（[waɟːe]，意即「牆」，對應於瑞典語vägg）和twaddje([twaɟːeː]，意即「二（屬格形）」，對應於古瑞典語tvägge）等

#### 擦音
- /s/和/z/一般分別寫作s與z。後面的這個對應到日耳曼語言的*z（在其他日耳曼語裡，這個音已經消失或變成r了），在發音的結尾，這個音經常無聲化成s。這對發音的例子有saíhs（[sɛhs]，意即「六」）、máiza（[mɛːza]，意即「更大的」，此字對應到英語的more、荷蘭語的meer、德語的mehr和瑞典語的mer，其發音為）~ máis（[mɛːs]，意即「更多的，比較多的」）等。
- /ɸ/和/θ/，一般分別寫作f和þ，兩者分別是無聲雙唇擦音和無聲齒擦音。/ɸ/這個較為不穩定的發音似乎轉變成了/f/。f和þ的音亦為b和d在字尾無聲化且變成通音時的音，如gif（[giɸ]，意即「給」的命令形，此字的不定形為giban，其不定形對應於德語的geben）、miþ（[miθ]，意即「與著」，對應於古英語的mid、荷蘭語的met和德語的mit）等。
- /h/，寫作h，如haban（意思為「擁有」）。似乎就算是在單字尾部或子音前，它還是讀作[h]（不是讀作[x]，因為/g/ > [h]的時候寫作g，而非h），如jah（意思為「與、和」，對應到已轉意為「是的」之意的荷蘭語、德語、斯堪地那維亞語等的ja）發音為[jah]。
- [x]是/g/在字尾或在無聲子音前的同位異音；它總是被寫成g，如dags（意即「日子」，對應到德語的Tag）發音為[daxs]。另外在一些希臘語借詞當中，我們可以看到一個特殊的字母x，這個字母表示著希臘語的字母χ(ch)，如Xristus([xristus]，意即「基督」，希臘語寫作Χριστός)，也許它也表示著/k/。
- [β]、[ð]和[ɣ]都是只在母音間可見的有聲子音。它們各別是/b/、/d/和/g/的同位異音，而且在書寫上不作區別。[β]也許已經變成了/v/這個更為穩定的唇齒音形態（發音強化的一例）。在日耳曼語言的研究上，這些音通常分別轉寫成ƀ、đ和ǥ，具此類發音的例子有haban（[haβan]，意即0「擁有」）、þiuda（[θiu̯ða]，意即「人」，對應到古諾斯語的þióð、荷蘭語的Diets，德語的Deutsch，後來Deutsch又轉成英語的Dutch）、áugo（發音為[auɣoː]，意即「眼睛」，對應到英語的eye、荷蘭語的oog和德語的Auge）等。
- ƕ（也寫作hw）是/x/（來自於原印歐語的kʷ）的圓唇軟顎音變體。它似乎被讀作/ʍ/（/w/的無聲化版本），就如其在英語的一些方言和蘇格蘭語一般。在英語和蘇格蘭語這個音被寫作wh。具此類發音的例子有ƕan（/ʍan/，意即「何時」）、ƕar（/ʍar/，意即「何處」）、ƕeits（[ʍiːts]，意即「白色的」）等。

#### 鼻音、通音與其他的音
哥德語有三個鼻音，其中一個是另外兩個的同位異音，只算是它們的互补分布而已。就像許多語言一樣，哥德語的鼻音的发音部位和它們後面的那個子音相同（發音同化）。因此，像[md]或[nb]這一類的子音叢是不可能存在的。
- /n/和/m/ 是自己分佈的，也就是說它們可以在任何的位置出現，因而形成一個最小對立組，但在一些狀況之下它們會被中和在一起，像例如當/n/出現在雙唇音的前方時，它會變成[m]而/m/出現在齒塞音前方則會變成[n]就如同前述的發音同化作用一般。若它們兩的任一個出現在軟顎塞音前方，則會被同化成[ŋ]。/n/ 和/m/分別被轉寫成n與m，而在書寫時發音中和化會被標明出來，如sniumundo（/sniu̯mundoː/，意為「快速地」）。
- [ŋ]不是哥德語的音素，並且在哥德語當中不能自由地出現。它只出現在於軟腭塞音前方被中和化的鼻音。並且是/n/與/m/的互补分布。根據希臘語的習慣，它一般都被寫成g（有時寫成n），如þagkjan（[θaŋkjan]，意為「想」）、sigqan [siŋkʷan]，意為「沉沒」）、þankeiþ（[θaŋkiːθ]，意即「想」的現在時第三人稱單數形）等。ggw這個字叢有時表示[ŋgʷ]的發音，但有時表示[gʷː]的發音。
- 在母音前方，/w/被轉寫成w，如weis（[wiːs]，意即「我們」）、twái（[twai]，意即「two」，對應於德語的zwei）等。
- /j/被寫成j，如jer（[jeːr]，意即「年」）、sakjo（[sakjoː]，意繼「鬥爭」）等。
- l被如歐洲語言和英語當中的l使用，如laggs（[laŋks]，意即「長的」）、mel（[meːl]，意即「一小時」，對應於已轉義成為「餐點」之意的英語字meal、荷蘭語字maal和德語字的Mahl等）等。
- r是所謂的顫音/r/，但它也有可能是閃音/ɾ/)，如raíhts [rɛxts]，意即「右方」或「正確的」）、afar（[afar]，意即「之後」）等。
- 響音/l/、/m/、/n/與/r/等在一個字的最後一個子音或兩個子音之間，可做音節的核心，也就是變得和母音一般。在臺語和現代英語當中也有這樣的例子，如臺語的「卵」讀作[nŋ˧˧](白話字寫作nn̄g)，其中的[ŋ]，即是母音化子音的一例。一些哥德語的例子如下：tagl（[taɣl̩]，意為「頭髮」，對應於英語已轉意為「尾部」的tail和瑞典語的tagel）、máiþms（[mɛːθm̩s]，意為「禮物」）、táikns [tɛːkn̩s]，意繼「標記」，對應於英語的 token 、荷蘭語的teken、德語的Zeichen和瑞典語的tecken）以及tagr([taɣr̩]，意為「tear（眼淚」）等。

### 重音與發聲法
哥德語的重讀系統可藉由格里姆定律和韋爾納定律等音韻上的比較來重建。不同於原印歐語的音高重音，哥德語使用（類似現代英語的）重音系統來進行重讀。這點是由在非重讀音節裡，長母音[eː]和[oː]這兩個母音縮短，而短母音[a]與[i]則消失這兩點得知的。
就如同其他的日耳曼語言一般，本來印歐語裡面可自由移位的重音，被固定在單獨的字第一個音節裡了。（像例如在現代英語裡面，幾乎所有重讀不在第一音節裡的字都是從其他語言借來的。）當單字產生屈折變化時，重音不會移位。在多數的合成詞當中，重音的位置取決於其第二成份：
- 若第二個字是個名詞，則重音放在第一個字的第一個音節上。
- 若第二個字是個動詞，則重音落在動詞成份的第一個音節上。前綴於該動詞上的詞素則不是重音所在，除非在可分詞（在正常狀況下可分成兩個部份並且分開來的詞，像例如德語和荷蘭語的可分動詞）之中，在這種狀況下，前綴是有重音的。

舉例：（與現代日耳曼語言的單字進行比較）
- 非合成字： marka([ˈmarka]，意即「邊境」，相對於英語的Spanish Marches中的Marches); aftra（[ˈaftra]，意即「之後」）; bidjan([ˈbidjan]，意即「祈禱」，相對於荷蘭語的bidden、德語的bitten、瑞典語的bedja和英語的bid).
- 合成字：
  - 名詞是第二元素： guda-láus（[ˈguðalaus]，意即「不信神的」）.
  - 動詞是第二元素： ga-láubjan（[gaˈlauβjan]，意即「相信」，相對於荷蘭語的geloven、德語的glauben < 古高地德語的g(i)louben，藉由平音i的字中省略而轉變）。

## 形態

### 名詞
哥德語保存著大量不一定在現代日耳曼語言裡出現的古代印歐語的特徵，尤其是印歐語言豐富的名詞變化系統。哥德語有主格、賓格、屬格和與格，並且還有著有時同於主格，有時同於賓格的呼格的痕跡。印歐語的性別系統，包括現代德語和冰島語中（以及就部份而言存在於荷蘭語、丹麥語、挪威語和瑞典語語當中，與用於陽性和陰性名詞的通性相對應的中性）存在的中性亦存在著。哥德語名詞和形容詞另外依據單數和眾數兩個數的其中之一進行屈折。
日耳曼語言的一個最引人注目的特徵，就是名詞分成「弱變化」和「強變化」兩類。這個分別在哥德語當中特別地重要。一個詞只能從屬其中的一類，而其所從屬的類以其詞根的結尾決定。一些形容詞可依其意思套用強變化屈折或弱變化屈折。一個使用著特定意義且和指示性 一個被用於特殊意義或被和直證冠詞（如sa、þata或so等指示代詞用作定冠詞時）一起使用的形容詞，使用弱變化屈折；而使用不定冠詞的形容詞，則使用強變化屈折。
這個方法也在如德語和瑞典語等語言可見，它們的形容詞不僅跟隨著性與數做變化，也跟著確定形式與不確定形式做變化，如下所示：
|        | 德語              | 瑞典語           | 英語         | 哥德語           |
| ------ | ----------------- | ---------------- | ------------ | ---------------- |
| 弱變化 | der lange Mann    | den långe mannen | the long man | sa lagga manna   |
| 強變化 | (ein) langer Mann | (en) lång man    | (a) long man | ains laggs manna |

在哥德語，描述性的形容詞（以及以-ist與-ost結尾的最高級形容詞）與過去分詞可以使用任一種屈折，而部份的代詞只使用弱變化屈折，如sama（相同的）、unƕeila（「不變地」，來自「時間」的詞根ƕeila，對應於英語的while）等部份形容詞、形容詞比較級以及現在分詞等。其他的像áins（「一些」），只用強變化屈折。
下面的這張表表明了blind（「瞎的」）這個形容詞如何地隨弱變化名詞（本例舉guma，「男人」）和強變化名詞（本例舉dags，「日子」）進行屈折：
| 數   | 格   | 弱變化 | 弱變化 | 弱變化 | 弱變化 | 弱變化 | 強變化 | 強變化 | 強變化 | 強變化 | 強變化 |
| 數   | 格   | 名詞   | 形容詞 | 形容詞 | 形容詞 | 形容詞 | 名詞   | 形容詞 | 形容詞 | 形容詞 | 形容詞 |
| 數   | 格   | 名詞   | 詞根   | 陽性   | 中性   | 陰性   | 名詞   | 詞根   | 陽性   | 中性   | 陰性   |
| ---- | ---- | ------ | ------ | ------ | ------ | ------ | ------ | ------ | ------ | ------ | ------ |
| 單數 | 主格 | guma   | blind- | -a     | -o     | -o     | dags   | blind- | -s     | -ø     | -a     |
| 單數 | 賓格 | guman  | blind- | -an    | -o     | -on    | dag    | blind- | -ana   | -ø     | -a     |
| 單數 | 屬格 | gumins | blind- | -ins   | -ins   | -ons   | dagis  | blind- | -is    | -is    | -áizos |
| 單數 | 與格 | gumin  | blind- | -in    | -in    | -on    | daga   | blind- | -amma  | -amma  | ái     |
| 眾數 | 主格 | gumans | blind- | -ans   | -ona   | -ons   | dagos  | blind- | -ái    | -a     | -os    |
| 眾數 | 賓格 | gumans | blind- | -ans   | -ona   | -ons   | dagans | blind- | -ans   | -a     | -os    |
| 眾數 | 屬格 | gumane | blind- | -ane   | -ane   | -ono   | dage   | blind- | -áize  | -áize  | -áizo  |
| 眾數 | 與格 | gumam  | blind- | -am    | -am    | -om    | dagam  | blind- | -áim   | -áim   | -áim   |

這張表當然不是詳盡的（哥德語存有次要屈折，尤其是對於強中性名詞和不規則名詞的次要屈折，它們在此不予講述），關於哥德語詳盡的結尾的種類，如下所示。
- 強變化：
  - 詞根結尾於-a、-ja及-wa（陽性與中性詞）：相當於拉丁語和希臘語在「‑us與‑i」對與「‑ος與‑ου」對裡的第二變化
  - 詞根結尾於-o、-jo及-wo（陰性詞）：相當於拉丁語和希臘語在「‑a與‑æ」對和「‑α與‑ας（或‑η與‑ης）」對裡的第一變化
  - 詞根結尾於-i（陽性和陰性詞）：相當於拉丁語和希臘語在「‑is（acc. ‑im）」對與「‑ις與‑εως」對裡的第三變化
  - 詞根結尾於-u（全部的性別都有可能）：相當於拉丁語和希臘語在「‑us與‑us對裡的第四變化與希臘語「‑υς與‑εως」對裡的第三變化
- 弱變化 (所有詞根結尾於 -n)，相當於拉丁語和希臘語在「‑o與‑onis」對與「‑ων與‑ονος或‑ην與‑ενος」對的第三變化：
  - 詞根結尾於-an、-jan與-wan（陽性）；
  - 詞根結尾於-on與-ein（陰性）；
  - 詞根結尾於-n（中性）：相當於相當於拉丁語和希臘語在「‑men與‑minis」對與「‑μα與‑ματος」對的第三變化；
- 次要變化：詞根結尾於-r, en -nd and 和其他輔音的退化痕跡相當於拉丁語和希臘語的其他三個變化。

哥德語的形容詞和動詞用同樣種類的變化，形容詞並且跟著動詞的變化相當地緊密。

### 代名詞
哥德語繼承了印歐語系語言完整的代名詞集合：人稱代詞（包括與三個身各別相對應的返身代名詞）、所有格代名詞、簡單和合成的指示代詞、關係代名詞、疑問代詞與不定代詞等。每一個都有著特定的屈折模式（部份地反映著名詞的屈折變化），就如其他印歐語系語言一般。一個特別值得注意的特徵是雙數在哥德語裡的保存，雙數就是指「兩個人」或兩個物體，在有雙數的狀況下，眾數僅僅用於指稱多於兩個的事物。因此，「我們兩個」和「我們」分別以wit和weis表明。原始印歐語（及其他保存雙數的印歐語）在所有牽涉到語法數的地方使用雙數（如古典希臘語和梵語），而哥德語不尋常的地方在於它只在人稱代詞中保存了雙數的使用（古英語和古諾斯語等部份日耳曼語言亦然）。
單一的指示代詞sa（中性形式：þata，陰性形式：so，它們分別來自印歐語言詞根*so、*seh2和*tod；與希臘語的冠詞ὁ、τό、ἡ等，以及拉丁語的istud同源）可用作冠詞，「定冠詞 + 弱變化形容詞 + 名詞」的結構形式是可接受的。
疑問代詞以ƕ-開頭，此音源自於原始印歐語在所有疑問代詞裡都會出現的*kw。它和英語疑問詞開頭的wh-是同源的，而這個開頭，在某些方言中，和哥德語一樣，發作[ʍ]。在許多其他印歐語系的語言當中的疑問代詞的起頭音都有相同的語源，如德語的w-（發音[v]）、瑞典語的v-、拉丁語的 qu-（在現代羅曼語族語言當中依舊存在）、希臘語的τ或π，以及梵語的k-等，其他印歐語系語言亦有此現象存在。

### 動詞
大部份的哥德語動詞遵循著印歐語的"thematic"的變化，因為它於字根和屈折後綴間，插入一個來自重建後的原印歐語的母音*e或*o。這個用法也出現於希臘語和拉丁語當中：
- 拉丁語leg-i-mus（「我們讀」）：字根leg- + thematic母音 -i-（來自*e）+ 後綴-mus.
- 希臘語λυ-ό-μεν（「我們解開」）：字根λυ- + thematic母音 -ο- + 後綴-μεν.
- 哥德語nim-a-m（「我們拿」）：字根nim- + thematic母音 -a-（來自*o）+ 後綴-m.

其他的動詞詞形變化，又名"athematic"，在這些字裡面，後綴直接加在詞根上，它在哥德語裡面，就像在希臘語以及拉丁語裡面一般，只存在於一些無作用的痕跡形式當中。此類動詞最重要的例子就是所謂的關聯結構（英語所謂的Be動詞），它在希臘語、拉丁語、梵語以及其他印歐語裡面都是athematic的。
哥德語的動詞就如其名詞與形容詞一般，分為強動詞和弱動詞兩種。弱變化動詞以在過去式裡添加後綴-da或-ta，而過去分詞則以加後綴-þ或-t表示為其特徵。強變化動詞的過去式以母音變化，但不加後綴展現。這兩種方法在現今的日耳曼語言當中依舊可見：
- 弱變化動詞（以「擁有」為例）: 
  - 哥德語：haban，過去式habáida，過去分詞habáiþs；
  - 英語：(to) have，過去式had，過去分詞had；
  - 德語：haben，過去式hatte，過去分詞(ge)habt；
  - 冰島語：hafa，過去式hafði，過去分詞haft；
  - 荷蘭語：hebben，過去式had,，過去分詞(ge)had；
  - 瑞典語：ha(va)，過去式hade，過去分詞haft；
- 強變化動詞（以「給」為例）: 
  - 哥德語：不定式giban，過去式gaf；
  - 英語：不定式(to) give，過去式gave；
  - 德語：不定式geben，過去式gab；
  - 冰島語：不定式gefa，過去式gaf；
  - 荷蘭語：不定式geven，過去式gaf；
  - 瑞典語：不定式giva，過去式gav；

動詞屈折在哥德語當中有兩個态（主動态和中間态）、三個數（單數、雙數（不出現在第三人稱裡）、眾數）、兩個体（进行体與完成体（來自較古老的完成體））、三個式（直陳式、虛擬式（來自較古老的希望語氣）與命令式），另外還有三種名詞形式：現在不定式、現在分詞與過去被動式。不是所有的人稱和時態屈折類各自有所有的語氣和體的表示表示，有些變化以助動詞形式表示。
哥德語有著所謂的「過去─現代時」，其為被轉意為現代時的古印歐語完成時。來自原印歐語*woid-h2e（意為「看」的完成式）的哥德語單字wáit，正好和梵語的同源字véda與希臘語的同源字ϝοἶδα相對應。在語源上這些字都當意味著「我已看見了」（完成時），但它們卻意味著「我看見」（過去─現代時）。拉丁語的nōuī（意即「我知到了」（過去時）和「我知道」（現在時））也循著此規則。在其他的字當中，像áihan（意即「持有」）與kunnan（意即「知曉」）等也是所謂的「過去─現代時」動詞。

## 哥德語和其他日爾曼語言的比較
在許多地方，除了（非常不足以證明的）早期諾斯語言的如尼碑文外，哥德語比起其他的日耳曼語言，在很大程度上與原始日耳曼語比較接近，這使得它在重建原日耳曼語的方面是具有無上的價值的。事實上，人們傾向以哥德語作為重構原始日耳曼語的基礎。重構後的原始日耳曼語只在有著可清楚確認的、來自其他日耳曼語言分支的證據顯示哥德語的形式是後來發展時，其內容才會和哥德語所提供的資訊有所相左。
哥德語並未顯現出在後來出現的日耳曼語所共同享有的一些特徵。最明顯地，哥德語沒有形態上的變音，如哥德語的fotus，其眾數形式為fotjus，此與英語的foot與feet、德語的Fuß與Füße、丹麥語的fod與fødder、瑞典語的fot與fötter等形成對比。這些形式有著因為i變音（i-umlaut）而產生的特徵變化/o:/ > /ø:/ (> Eng. /i:/, Germ. /y:/)，哥德語沒有如此的變化。
原日耳曼語的*z在哥德語依舊是z，或者已無聲化為s。在西日耳曼語和北日耳曼語，*z變成了r，如哥德語的drus（意即「落下」），對應到古英語的dryre即一例。
哥德語保留了來自印歐語言，但在其他日耳曼語言當中未出現，而如古英語單字hātte（意即「被稱作」）一般，只被保留作痕跡的，形態學上的被動式。
哥德語有著大量藉由重疊而變成過去時的動詞，另一個繼承自印歐語的古老特徵。雖然這個痕跡在日耳曼語言當中存在，但這個現象在其他語言中，很大部份地被較後來的音變與 analogy 遮掩。以下一個詞的不定式將和其相對應的第三人稱直陳過去式做比較：
- 「撒種」

哥德語：saian變作saiso。
古諾斯語：sá變作seri，seri源自原始日耳曼語 *sezō。
- 「玩」

哥德語：laikan變作lailaik。
古英語：lācan變作leolc和lēc。

### 哥德語和古諾斯語
在6世紀寫成的約丹尼斯（Jordanes）將哥德語的起源歸結於斯堪地那維亞，哥德語和古諾斯語（Old Norse language）在語言學上當然也有些相似處，這些相似處使得它們和西日耳曼語言有所區別。認為古諾斯語和哥德語有著共同的、和西日耳曼語言不同的祖語的假說被稱為「哥德─諾斯語假說」。
北日耳曼語和東日耳曼語共有的一些主要的特徵包括了以下幾點：
- 1）原日耳曼語的*-jj-和*-ww-到哥德語的ddj（可能來自前哥德語的ggj）和ggw，以及古諾斯語的ggj和ggv(霍茲曼定律（Holtzmann's Law））的演變，此和西日耳曼語言繼續保留其半母音的發音形成對應。例如「二」這個字的屬個形式的古高地德語形式為zweio，但在哥德語為twaddje，而在古諾斯語則為tveggja。另外亦可將英語的true、德語的treu和哥德語的triggws以及古諾斯語的tryggr進行比較。但有人認為這兩組（哥德語和古諾斯語）的變音只是兩個不相關聯，分開進行的音變罷了。[1].
- 2）存在有許多的表始動詞結尾於-na，像哥德語的ga-waknan和古諾斯語的vakna.
- 3）第二人稱單數過去直陳式以-t結尾，以及在字根有著和第一人稱單數與第三人稱的單數相同的母音。例如哥德語的namt（意即「你們接收了」）與古諾斯語的namt，對應於古高地德語的nāmi和古英語的nāme與nōme。在西日耳曼語言裡，以-t結尾的第二人稱過去直陳式只存在於「過去─現在時」動詞裡。
- 4）在j反複的缺乏，或（in the case of old Norse）只有g在j前面反複。例如原始日耳曼語*kunjam變化為哥德語的kuni（意即「親族」）和古諾斯語的kyn，在古英語相對應的形式為cynn，而古高地德語的相對應形式則為kunni。
- 5）絕對與格藉由使用與著一個質詞的前置詞at來構成，如哥德語的at urrinnandin sunnin、古諾斯語的at upprennandi sólu（意即「在太陽升起時」），以及哥德語的at Iesu ufdaupidamma（意即「當耶穌受洗時」）和古諾斯語的at liðnum vetri（意即「當冬天離去時」）等。

然而，第一點是具爭議性的（見霍茲曼定律一文），而第二點和第四點是比照法上的共有遺留，因此也不足以做為證據。另外，其他的等語線使學者認為可劃出一條線，劃分東部和西北日耳曼語言。不論如何，必須要知道的是，任意兩個擁有共同特徵的日耳曼語言不一定擁有一個特定的、排除第三者的祖語，因為早期日耳曼語言彼此間，有可能在其早期發展階段，在事實上全是屬於一個方言連續體的方言，同時在不同日耳曼語之間的語言接觸是廣泛的。
就算哥德─諾斯語或西北日耳曼語不一定為真，對原始日耳曼語到古諾斯語的演變的理解，哥德語依舊有其重要性。像例如古諾斯語的nafn（意即「名字」）這個字的-n結尾，在哥德語單字namo的屬格眾數namne可見。有時哥德語對最早的如尼石碑的字詞形式的理解也有所幫助，如在挪威的諾爾德胡格羅（Nordhuglo）找到的字gudija（見gothi一條），對此字哥德語的同源字gudja（意即「神職人員」）可做為其形意等的考證。
古哥得蘭語（Old Gutnish）和哥德語有著許多不見於其他古諾斯語方言的相似處，如在高短母音裡不具有a變音(a-umlaut) （如fulk這個字與古冰島語的folk的對比）、在r前面u到o的低音化（如bort）、以「羔羊（lamb）」的字來指代「綿羊」、早期日耳曼語的拉丁語借詞lucerna（哥德語lukarn、古哥得蘭語 lukarr）的從在，以及具爭議性的一條，也就是原始日耳曼語雙母音*ai和*au的存留（見上方以知）。對於此相似處，其中巧合的成份有多少，真正使兩者聯結到共同的祖先的成份有多少，是具爭論性的。艾利亞斯‧韋森（Elias Wessén）做了很多工作以將古哥得蘭語分類為哥德語的方言。如此的提案以嚴格的歷史名詞來理解的話，就是說，它提及了當時古哥得蘭語的先驅與哥德語文件的關係。在古哥得蘭語被在手稿紀錄下來的時候，它呈現了多數使古諾斯語和哥德語有所區別的特徵（單字、構詞、音韻和語法上地），此可由一份關於至南歐的遷徙的文件Gutasaga以古哥得蘭語寫成的十四世紀手稿）窺知：
siþan af þissum þrim aucaþis fulc j gutlandi som mikit um langan tima at land elptj þaim ai alla fyþa þa lutaþu þair bort af landi huert þriþia þiauþ so at alt sculdu þair aiga oc miþ sir bort hafa som þair vfan iorþar attu... so fierri foru þair at þair quamu til griclanz... oc enn byggia oc enn hafa þair sumt af waru mali
漢譯：在很長的一段時間後，這三個人的後裔繁衍了許多後代，以致於土地無法供養他們全部。然後他們抽籤，每三個人就有一個要收拾行李，準備離開，而且，除了他們的土地以外，他們可以保有他們所擁有的所有東西，並帶著它們走。···他們走了很遠並到了希臘人的土地···他們在那裡定居，並依舊住在那裡，同時還我們語言的一些事物。

## 範例
| 哥德語                                           | 漢語                                 |
| ------------------------------------------------ | ------------------------------------ |
| Atta unsar þu in himinam weihnai namo þein       | 我們在天上的父，願人都尊祢的名為聖， |
| qimai þiudinassus þeins wairþai wilja þeins      | 願祢的國降臨，願祢的旨意行在地上，   |
| swe in himina jah ana airþai.                    | 如同行在天上。                       |
| hlaif unsarana þana sinteinan gif uns himma daga | 我們日用的飲食，今日賜給我們，       |
| jah aflet uns þatei skulans sijahma              | 免我們的債，                         |
| swaswe jah weis afletam þaim skulam unsaraim     | 如同我們免了人的債，                 |
| jah ni briggais uns in fraistubnjai              | 不叫我們遇見試探，                   |
| ak lausei uns af þamma ubilin                    | 救我們脫離兇惡，                     |
| unte þeina ist þiudangardi jah mahts             | 因為國度、權柄、                     |
| jah wulþus in aiwins.                            | 榮耀，全是祢的，直到永遠。（阿們！） |

## 外部連結
- Gotisch im WWW 哥德語資訊導航頁（德語）
- 英語─哥德語字典（亦包含著新字和重建後的字）
- 安德拉斯·來奇（Andras Rajki）的「有著字源的哥德語字典」
- 哥德語課程（页面存档备份，存于）
- 部份參考資料的早期版本（页面存档备份，存于）
- 文件： 
  - 拉丁字母寫成的哥德語聖經（页面存档备份，存于）
  - 用烏爾菲拉的哥德語字母寫成的哥德語聖經（Unicode編碼文件）（页面存档备份，存于）
  - 如尼字母寫成的哥德語聖經（Unicode編碼文件）
  - Titus（页面存档备份，存于）有著Streitberg的「哥德語聖經」（Gotische Bibel）以及Busbecq.之後的克里米亞哥德語的資料
  - Wulfila計劃（页面存档备份，存于）
  - Skeireins計劃
  - Bagme Bloma（页面存档备份，存于）约翰·罗纳德·鲁埃尔·托尔金寫的哥德語的詩
- 旅行者的哥德語（页面存档备份，存于）
- 德州奧斯汀大學的線上哥德語（页面存档备份，存于）

| 前罗马铁器时代 前500年–前100年              | 前罗马铁器时代 前500年–前100年 | 罗马铁器时代早期 前100年–100年     | 罗马铁器时代晚期 100年–300年       | 迁徙时期 300年–600年            | 中世纪前期 600年–1100年     | 中世纪 1100–1350年    | 中世纪后期 1350年–1500年 | 近代早期 1500年–1700年 | 现代 1700年至今 |
| 原始日耳曼语                                | 西日耳曼语                     | 厄尔米诺内语 （易北河日耳曼语）    | 原始高地德语                       | 原始高地德语                    | 古高地德语、 伦巴底语       | 中古高地德語          | 早期现代高地德语         | 早期现代高地德语       | 高地德语各变种  |
| 原始日耳曼语                                | 西日耳曼语                     | 厄尔米诺内语 （易北河日耳曼语）    | 原始高地德语                       | 原始高地德语                    | 古高地德语、 伦巴底语       | 中古高地德語          | 早期现代高地德语         | 早期现代高地德语       | 标准德语        |
| 原始日耳曼语                                | 西日耳曼语                     | 伊斯特沃内语 （威悉-莱茵日耳曼语） | 原始法兰克语                       | 古法兰克语                      | 古中部德语                  | 中古中部德语          | 早期现代中部德语         | 早期现代中部德语       |                 |
| 原始日耳曼语                                | 西日耳曼语                     | 伊斯特沃内语 （威悉-莱茵日耳曼语） | 原始法兰克语                       | 古法兰克语                      | 古中部德语                  | 中古中部德语          | 早期现代中部德语         | 早期现代中部德语       | 中部德语各变种  |
| 原始日耳曼语                                | 西日耳曼语                     | 伊斯特沃内语 （威悉-莱茵日耳曼语） | 原始法兰克语                       | 古法兰克语                      | 古低地法兰克语 （古荷兰语） | 早期林堡语 中古荷兰语 | 晚期林堡语 中古荷兰语    | 早期林堡语             | 林堡语          |
| 原始日耳曼语                                | 西日耳曼语                     | 伊斯特沃内语 （威悉-莱茵日耳曼语） | 原始法兰克语                       | 古法兰克语                      | 古低地法兰克语 （古荷兰语） | 早期 中古荷兰语       | 晚期 中古荷兰语          | 早期 现代荷兰语        | 荷兰语各变种    |
| 原始日耳曼语                                | 西日耳曼语                     | 伊斯特沃内语 （威悉-莱茵日耳曼语） | 原始法兰克语                       | 古法兰克语                      | 古低地法兰克语 （古荷兰语） | 早期 中古荷兰语       | 晚期 中古荷兰语          | 早期 现代荷兰语        | 南非语          |
| 原始日耳曼语                                | 西日耳曼语                     | 因格沃内语 （北海日耳曼语）        | 原始撒克逊语 （东南因格沃内语）    | 原始撒克逊语 （东南因格沃内语） | 古撒克逊语                  | 中古低地德语          | 中古低地德语             | 中古低地德语           | 低地德语各变种  |
| 原始日耳曼语                                | 西日耳曼语                     | 因格沃内语 （北海日耳曼语）        | 盎格鲁-弗里西语 （西北因格沃内语） | 原始弗里西语                    | 古弗里西语                  | 古弗里西语            | 古弗里西语               | 中古弗里西语           | 弗里西语各变种  |
| 原始日耳曼语                                | 西日耳曼语                     | 因格沃内语 （北海日耳曼语）        | 盎格鲁-弗里西语 （西北因格沃内语） | 原始英语                        | 古英语 （盎格鲁-撒克逊）    | 早期 中古英语         | 晚期 中古英语            | 近代英语               | 英语各变种      |
| 原始日耳曼语                                | 西日耳曼语                     | 因格沃内语 （北海日耳曼语）        | 盎格鲁-弗里西语 （西北因格沃内语） | 原始英语                        | 古英语 （盎格鲁-撒克逊）    | 早期 中古英语         | 早期苏格兰语             | 中古苏格兰语           | 苏格兰语各变种  |
| 原始日耳曼语                                | 北日耳曼语                     | 北日耳曼语                         | 原始诺尔斯语                       | 原始诺尔斯语                    | 卢恩 古西诺尔斯语           | 古冰岛语              | 晚期 古冰岛语            | 冰岛语                 | 冰岛语          |
| 原始日耳曼语                                | 北日耳曼语                     | 北日耳曼语                         | 原始诺尔斯语                       | 原始诺尔斯语                    | 卢恩 古西诺尔斯语           | 古挪威语              | 古法罗语                 | 法罗语                 | 法罗语          |
| 原始日耳曼语                                | 北日耳曼语                     | 北日耳曼语                         | 原始诺尔斯语                       | 原始诺尔斯语                    | 卢恩 古西诺尔斯语           | 古挪威语              | 古诺恩语                 | 诺恩语                 | 灭绝            |
| 原始日耳曼语                                | 北日耳曼语                     | 北日耳曼语                         | 原始诺尔斯语                       | 原始诺尔斯语                    | 卢恩 古东诺尔斯语           | 古挪威语              | 中古挪威语               | 挪威语                 | 挪威语          |
| 原始日耳曼语                                | 北日耳曼语                     | 北日耳曼语                         | 原始诺尔斯语                       | 原始诺尔斯语                    | 卢恩 古东诺尔斯语           | 早期 古丹麦语         | 晚期 古丹麦语            | 丹麦语                 | 丹麦语          |
| 原始日耳曼语                                | 北日耳曼语                     | 北日耳曼语                         | 原始诺尔斯语                       | 原始诺尔斯语                    | 卢恩 古东诺尔斯语           | 早期 古瑞典语         | 晚期 古瑞典语            | 瑞典語                 | 瑞典語          |
| 原始日耳曼语                                | 北日耳曼语                     | 北日耳曼语                         | 原始诺尔斯语                       | 原始诺尔斯语                    | 卢恩 古东诺尔斯语           | 早期 古瑞典语         | 晚期 古瑞典语            | 达拉纳方言             |                 |
| 原始日耳曼语                                | 北日耳曼语                     | 北日耳曼语                         | 原始诺尔斯语                       | 原始诺尔斯语                    | 卢恩 古哥得兰语             | 早期 古哥得兰语       | 晚期 古哥得兰语          | 哥得兰语               | 哥得兰语        |
| 原始日耳曼语                                | 东日耳曼语                     | 东日耳曼语                         | 东日耳曼语                         | 哥特语                          | 哥特语                      | （未证实哥特语方言）  | （未证实哥特语方言）     | 克里米亚哥特语         | 灭绝            |
| 原始日耳曼语                                | 东日耳曼语                     | 东日耳曼语                         | 东日耳曼语                         | 汪达尔语                        | 灭绝                        | 灭绝                  | 灭绝                     | 灭绝                   | 灭绝            |
| 原始日耳曼语                                | 东日耳曼语                     | 东日耳曼语                         | 东日耳曼语                         | 勃艮第语                        | 灭绝                        | 灭绝                  | 灭绝                     | 灭绝                   | 灭绝            |
| 註解 1. 2. 3. 4. 5. 6. 參考資料 1. 2. 3. 4. |                                |                                    |                                    |                                 |                             |                       |                          |                        |                 |